# 路易斯·朗格利基
路易斯·朗格利基（英語：Louis Longridge；1991年7月5日—）是一位蘇格蘭足球運動員。在場上的位置是前鋒。他現在效力於蘇格蘭足球超級聯賽球隊咸美顿学院足球俱乐部。